# Feria de la mula
La feria de la mula es una feria celebrada 6 de octubre en Arenas (Málaga) España. La feria tiene como objetivo recuperar las labores agrícolas que tradicionalmente se realizaban con ayuda de mulas y difundir su conocimiento entre las nuevas generaciones, así como rendir homenaje a éste animal que tanto ayudó a los trabajadores del campo en el pasado.

## Celebración
Se celebra el día 12 de octubre y cuenta con una programación que incluye exhibiciones de mulas, herrajes, trilla, arte de arriar, carga de cuarterones y carreras de mulas, burros y caballos, además de actuaciones de pandas de verdiales, grupos de baile y cante flamenco y degustación de migas arrieras regadas con vino de Arenas. La fiesta termina eligiéndose al arriero de honor. 